# Cleora erebaria
Cleora erebaria är en fjärilsart som beskrevs av Krulikovski 1909. Cleora erebaria ingår i släktet Cleora och familjen mätare. Inga underarter finns listade i Catalogue of Life.